# نشيد الجبار أو هكذا غنى بروميثيوس (قصيدة)
نشيد الجبار أو هكذا غنى بروميثيوس، قصيدة من بحر الكامل نظمها الشاعر التونسي أبو القاسم الشابي، وتُعدّ من أشهر القصائد التي نظمت باللغة العربية في الشعر الحديث، استُخدمت أبيات من القصيدة في العديد من الأناشيد والخواطر والأغاني والأعمال المسرحية والخطب السياسية..
جاءت القصيدة في أرقى مستويات الأداء الشعري، تعبر عن ثقافة الشابي وتنوع معارفه وموارده الثقافية والفكرية وتدفق شاعريته، أعطانا قصيدة على هذا النحو من العمق الوجداني والإنساني، عكست روح التحدي والإصرار والرقي فوق المعوقات والظروف والمصاعب لمستقبل منشود وعالم تسبح فيه مخيلة الشابي الشاعرية إلى الحرية واللامحدود..
تبدأ القصيدة بلازمة سأعيش كالنسر، وتحمل الكلمتان من الطاقات والايحاءات الدلالية ما يسمو بالنص إلى النفس البشرية وبالنفس إلى أرقى المنازل.

## العنوان
يعتبر عنوان القصيدة من مفاتيح النص الشعري عند أبو القاسم الشابي، وتبدأ مقاربة النص من عنوانه، الذي يحمل مدلولات والإطار العام لموضوع القصيدة وغايتها.
عنوان القصيدة هنا «نشيد الجبار أوهكذا غنى بروميثيوس»، جاء بصيغة جملة خبرية مكونة من كلمتين ذات دلالات وإيحاءات فلسفية أسطورية، تمثل ذروة تمسك الشاعر بالبقاء والخلود، سواء في عالم الأحياء أو في عالم سماه بالسرمدي، يقول الشاعر أنه سيعيش فيهما محلقا كالطائر الأبي.
فالكلمة الأولى «نشيد» توحي بالغناء والموسيقى والجمال، أما كلمة الجبار فهي توحي إلى مدى درجة التشبث بنشيد الحياة والإصرار عليها حرة كريمة، رونقها بين أبيات القصيدة بمعاني النبل والشموخ والتباهي، وقوة النفس ورقتها ورقي الروح وسموها، كأنه نشيد طقوسي مقدس عند الشاعر، يقترن بالحياة، ومن خلاله يعلن ثورته على أعدائه من صناع جدران العتمة في قولته: رغم الداء والأعداء سأعيش كالنسر فوق القمة الشماء..
وفي قولته: 
«من وهُناك، في أمْنِ البُيوتِ تَطارَحُوا عثَّ الحديثِ، وميِّتَ الآراءِ..»
«وترنَّموا ـ ما شئتمُ ـ بِشَتَائمي	وتجاهَرُوا ـ ما شئتمُ ـ بِعدائي»
"..أما أنا فأجيبكم من فوقِكم
والشمسُ والشفقُ الجميلُ إزائي
مَنْ جاشَ بِالوَحْيِ المقدَّسِ قلبُه"
أما العنوان الثاني هكذا غنى بروميثيوس فهو يرتبط بأسطورة إغريقية قديمة، وهي قصة «بروميثيوس» إله النار، استعملها كعنوان ثاني لإسقاطها على حال الشابي وحياته ونظرته لصراع الحياة بين الأعداء الذين يناصرون العتمة وضيق الآفاق والانحصار وإنتاج وتدعيم الاستعباد واستعمال إلإهانة.
بينما عوالم الشاغر ثابتة على الأنوار والانطلاق في الآفاق اللامحدودة، وتلك هي إرادة الحياة عند الشابي التي ترتبط عنده بشكل كامل بحياة النبل والحرية والكرامة الإنسانية
والانطلاق في الآفاق اللامحدودة..
وبروميثيوس هو أحد الآلهة في الأساطير الإغريقية القديمة وقد أحب الإنسان وقام بسرقة قبس من النار من إقامة الآلهة، النار التي ترمز إلى النور والمعرفة والسطوع، وأعطى قبسا منها للإنسان لتدبر أحوالهم، والتي تعني قبس المعرفة العلمية والزراعية والتقنية والأدبية والفنية والثقافية.. مما جلب عليه غضب الآلهة التي كانت ترى أنها أمور تختص بالآلهة دون البشر.
وكان جزاء هذا التجاوز الذي قام به بروميثيوس بسبب حب الإنسان، أن قام «زيوس» بتقييد «بروميثيوس» إلى صخرة منفية في منطقة القوقاز، وحكم عليه بالصلب وأن تقوم الطيور الجارحة بنهش كبده في أحشاءه، لتدميره وإنهاء حياته بسبب عطفه على البشر ومشاركتهم قبس النور والمعرفة..
فكان أن حكمت عليه الآلهة بصلبه وأن تنهش الجوارح ذلك الكبد المتعاطف.
ولكن بروميثيوس بقوة الحب والإصرار التي يملكها كان كلما قامت الجوارح بنهش أحشاءه، يعود كبده المنهوش بالتجدد من جديد، ثم يتكرر العذاب ويتجدد الإصرار والتحدي عند بروميثيوس مانح قبس النور إلى الإنسان، إلى أن استطاع في نهاية المطاف كسر القيود والتحرر من حكم الآلهة..
وما بروميثيوس عند الشابي في عنوان القصيدة إلاّ ذلك الجبار الصامد المانح لقبس النور، الذي يجسد قصة بطل يناضل كي ينتصر على الألم والأحكام الجائرة والتحرر من القيود وإشاعة نور المعرفة والحرية بين الجميع..
وتعد قصة بروميثيوس واحدة من أهم القصص في الميثولوجيا اليونانية القديمة إن لم تكن أهمها على الإطلاق، وقد أثرت في الأدب والفكر والتاريخ الغربي وباتت تحمل مضامين فكرية ورمزية.
هذه الأسطورة أراد الشابي إسقاطها على حاله كي يعلن انتصاره على الأعداء من رواد الظلام والعتمة والقيود والدمار ونهب الأحشاء، أراد بها عنوان وفاتحة لقصيدته في قيم النبل والتحدي والانتصار، أمام كرّات ومعوقات الحياة.. هذا ما أراده الشابي وعنونه ب «هكذا غنى بروميثيوس» نشيد الجبار.

## تقدير الذات

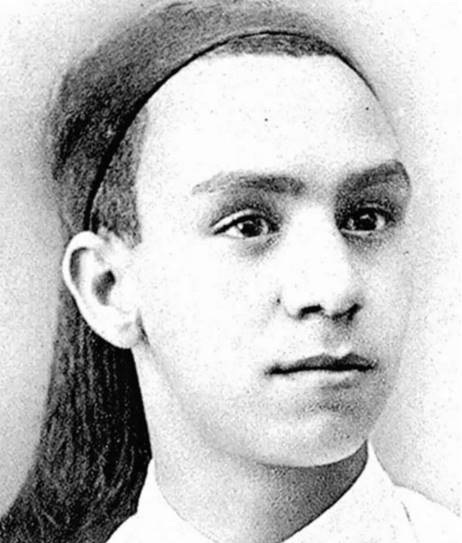
وجه ورقة 30 دينار صورة أبي القاسم الشابي في ريعان شبابه يرتدي طربوشا تونسيا

نلاحظ تقديرا للذات الإنسانية عند الشاعر بالاعتزاز بقيم ومشاعر النبل، مع حضور الأنا الشاعرية إذا ما نظرنا إلى حشد الشابي إلى كل ما يعبّر عن نبل النفس وفخره بالذات انطلاقا من تلك المكارم الأخلاقية، وتحديه للدهر وعدم الاستسلام للأعداء الذي اسثصغر وضاعتهم واحتقر الكراهية التي يحملونها اتجاهه إلى أبعد الحدود، وإنما ينظر إلى تصرفاتهم من فوق وتعالي دون أي حقد أوكراهية منه، وإنما هو يشفق لحالهم كأنهم أطفال يرمون حجارة لا تصل إليه ولا تخدش من نبله وعزيمته وإصراره إلى نور الحياة..
في قول الشاعر:
وَعلى شِفاهي بَسْمة اسْتِهزاءِ
"إنَّ المعاوِلَ لا تهدُّ مَناكِبي	
والنَّارَ لا تَأتي عَلَى أعْضائي
فارموا إلى النَّار الحشائشَ.. 
والعبوا يا مَعْشَرَ الأَطفالِ تحتَ سَمائي
ارموا على ظلّي الحجارة،
واختفوا خَوْفَ الرِّياحِ الْهوجِ والأَنواءِ..
وفي لازمة قصيدته:
سأعيش رغم الداء والأعداء 
كالنسر فوق القمة الشماء
- استعمل الشابي وسائل بلاغية كثيرة ومتنوعة اختار لها البحر الكامل حيث تتكرر التفعيلة (متفاعلن ۔ متفاعلن - متفاعلن) [3] ست مرات في كل بيت، وهو ما يدل على الرحابة والسعة والتواصل والاستمرارية والاطّراد، وهذا النوع من التفعيلة يمنح النفس اتساعا وسلالسة في التعبير ويمنحها ورحابة بالموازاة مع إيقاعها التنغيمي، مما يفسح ويسمح بمساحة للتعبير عما يخالج النفس من مشاعر وأحاسيس وأفكار مع إيقاع موسيقي منسجم ومتوازن يستوعب شموخ وعمق جوارح الشابي ونبل مكارم نفسه الإنساني التي ترتقي عن أحقاد وضغائن الأعداء.

كلها سمات ساهمت وأبرزت تجربته الابداعية من لغة وأساليب وصور دلالية قوية، استطاعت إيصال ثورة الشابي الذاتية والتحررية إلى الانبثاق الأدبي والفكري والجمالي والشاعري والحسي..
كيف لا وهو القائل:
- إذا الشعب يوما أراد الحياة.. فلابد أن يستجيب القدر
- ولابد لليل أن ينجلي.. ولابد للقيد أن ينكسر

## القصيدة والشاعر

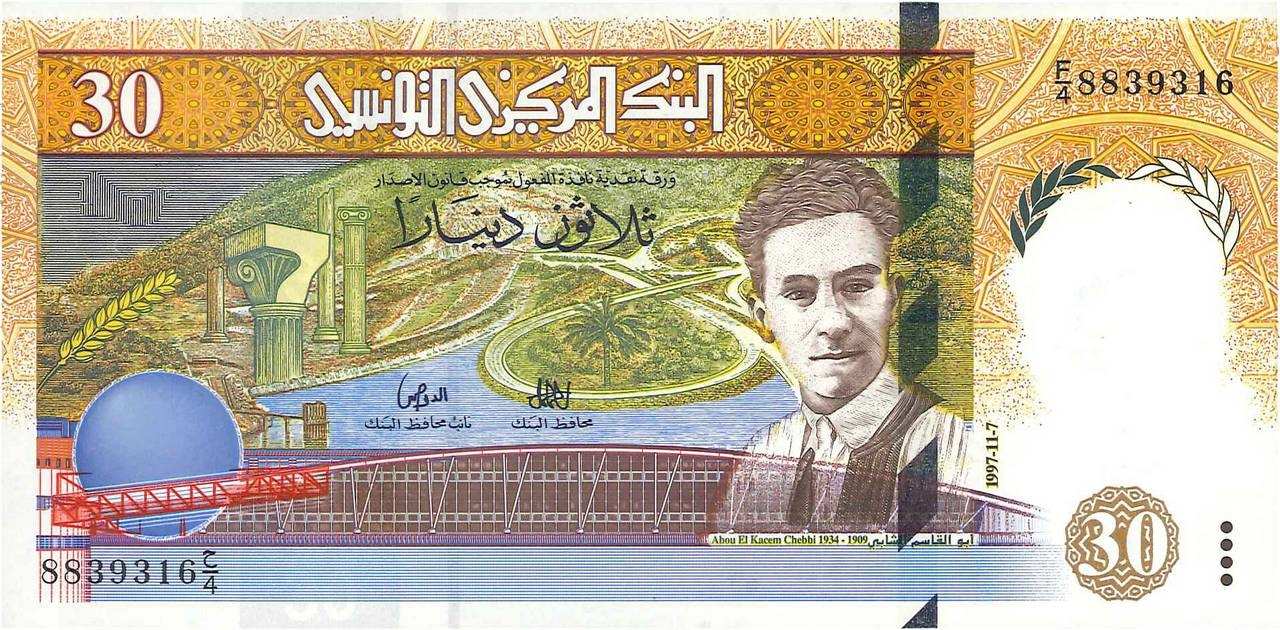
أبو القاسم الشابي في ورقة 30 دينار تونسي

وهذه القصيدة من البحر الكامل كأنها البحر في أعماقها الذر من سمات الصمود والتحدي وحب الحياة والارتقاء عن أوباش البشر وكراهيتهم، مما وصفهم الشابي بأخلاق العبيد صناع روح الاستعباد والعتمة، هكذا غنى بروميثيوس، ويمكن إسقاط عمق تللك المعاني الأدبية والإنسانية العاطفية والشاعرية التحررية في القصيدة على ما ذكره الشاعر العراقي فالح الحجية في وصف مكنونات الشابي الشاعرية والنفسية في كتابه المعنون ب«شعراء النهضة» عندما يقول: «هو شاعر وجداني وهو برغم صغر سنه شاعر مجيد مكثر يمتاز شعره بالرومانسية فهو صاحب لفظة سهلة قريبة من القلوب وعبارة بلاغية رائعة يصوغها بأسلوب أو قالب شعري جميل فهو بطبيعته يرنو إلى النفس الإنسانية وخوالجها الفياضة من خلال توسيعه لدائرة الشعر وتوليد ومسايرة نفسيته الشبابية في شعر جميل وابتكار أفضل للمواضيع المختلفة بحيث جاءت قصيدته ناضجة مؤثرة في النفس خارجة من قلب معني بها ملهما إياها كل معاني التأثر النفسي بما حوله من حالة طبيعية مستنتجا النزعة الإنسانية العالية لذا جاء شعره متأثرا بالعالمين النفسي والخارجي».